# جونغ سونغ ريونغ
جونغ سونغ ريونغ (بالكورية: 정성룡) (مواليد 4 يناير 1985 في جيجو) لاعب كرة قدم كوري جنوبي يلعب حاليا في نادي سيونغنام الهوا شنما الكوري الجنوبي.

## روابط خارجية
- جونغ سونغ ريونغ على موقع الاتحاد الدولي (مؤرشف)  (الإنجليزية)
- جونغ سونغ ريونغ على موقع الاتحاد الأوربي (الإنجليزية)
- جونغ سونغ ريونغ على موقع رابطة كرة القدم اليابانية للمحترفين (اليابانية)
- جونغ سونغ ريونغ على موقع دوري كوريا الجنوبية (الإنجليزية)
- جونغ سونغ ريونغ على موقع إي إس بي إن إف سي (الإنجليزية)
- جونغ سونغ ريونغ على موقع قاعدة بيانات كرة القدم.إي يو (الإنجليزية)
- جونغ سونغ ريونغ على موقع ناشيونال فوتبول تيمز (الإنجليزية)
- جونغ سونغ ريونغ على موقع Soccerbase.com (لاعب) (الإنجليزية)
- جونغ سونغ ريونغ على موقع Soccerway.com (الإنجليزية)
- جونغ سونغ ريونغ على موقع عالم كرة القدم.نت (الإنجليزية)